# Cedant arma togae

Cedant arma togae est une locution latine, littéralement traduite par : « Que les armes cèdent à la toge », ou traditionnellement rendue par l'expression : « L'épée le cède à la toge ».
Elle est le premier hémistiche d'un vers de Cicéron pour son propre hommage, en souvenir de son consulat. Cette sentence s'emploie pour signifier la supériorité du pouvoir civil sur le pouvoir militaire ; le gouvernement militaire, représenté par les armes, cédant le pas au gouvernement civil, qui porte la toge.
Le vers complet est : Cedant arma togae, concedat laurea linguae, que l'on pourrait traduire par : « Que les armes cèdent à la toge, les lauriers à l'éloquence ».
Dans son invective prononcée devant le Sénat en -55, le Contre Pison, Cicéron fait l'exégèse de ce vers : « Je n'ai pas dit “ma” toge, celle dont je suis revêtu, ni entendu par le mot d'armes le bouclier et l'épée d'un seul général, mais, parce que la toge est le symbole de la paix et du calme, les armes, au contraire, celui des troubles et de la guerre, j'ai voulu faire entendre, à la manière des poètes, que la guerre et les troubles doivent s'effacer devant la paix et le calme ».

## Citations littéraires
Alexandre Dumas utilise cette formule au chapitre VI du Comte de Monte-Cristo (1844) pour décrire la situation en France lors de la Première Restauration (1814-1815).
Pierre Nord utilise cette formule au chapitre III de la deuxième partie de Terre d'angoisse (1937) pour souligner le refus d'un fonctionnaire français de se lever à l'entrée dans son bureau de deux officiers allemands lors de la Première Guerre Mondiale.

## Devise héraldique
Cedant arma togae est la devise héraldique de : 
- Bălți, ville de Moldavie ;
- l’État de Wyoming lorsqu’il n’était qu’un territoire ;
- la famille Danckelmann (famille prussienne de diplomates et autres) (Orcel 2009, p. 84) ;
- Jean Geoffroy, conseiller du roi à Épernay (Henri Jadard, Les bibliophiles rhémois)[7] ;
- la famille Parthon de Von (Belgique)[8],[7] ;
- la famille Reade (baronnets anglais) (Orcel 2009, p. 84) ;
- George Weidenfeld (1919-2016), baron Weidenfeld de Chelsea.

## Blasons évoquant la citation

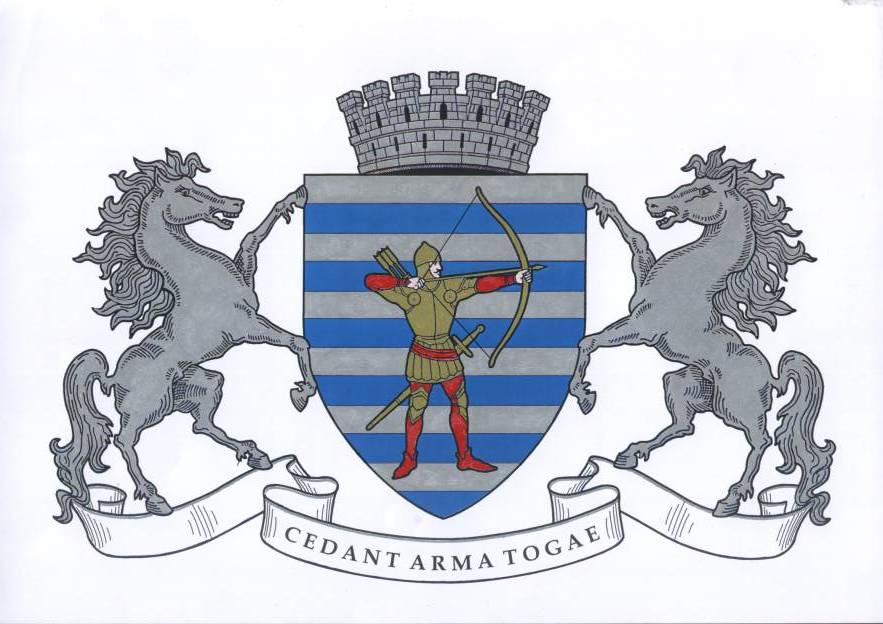
Armoiries de Bălți.
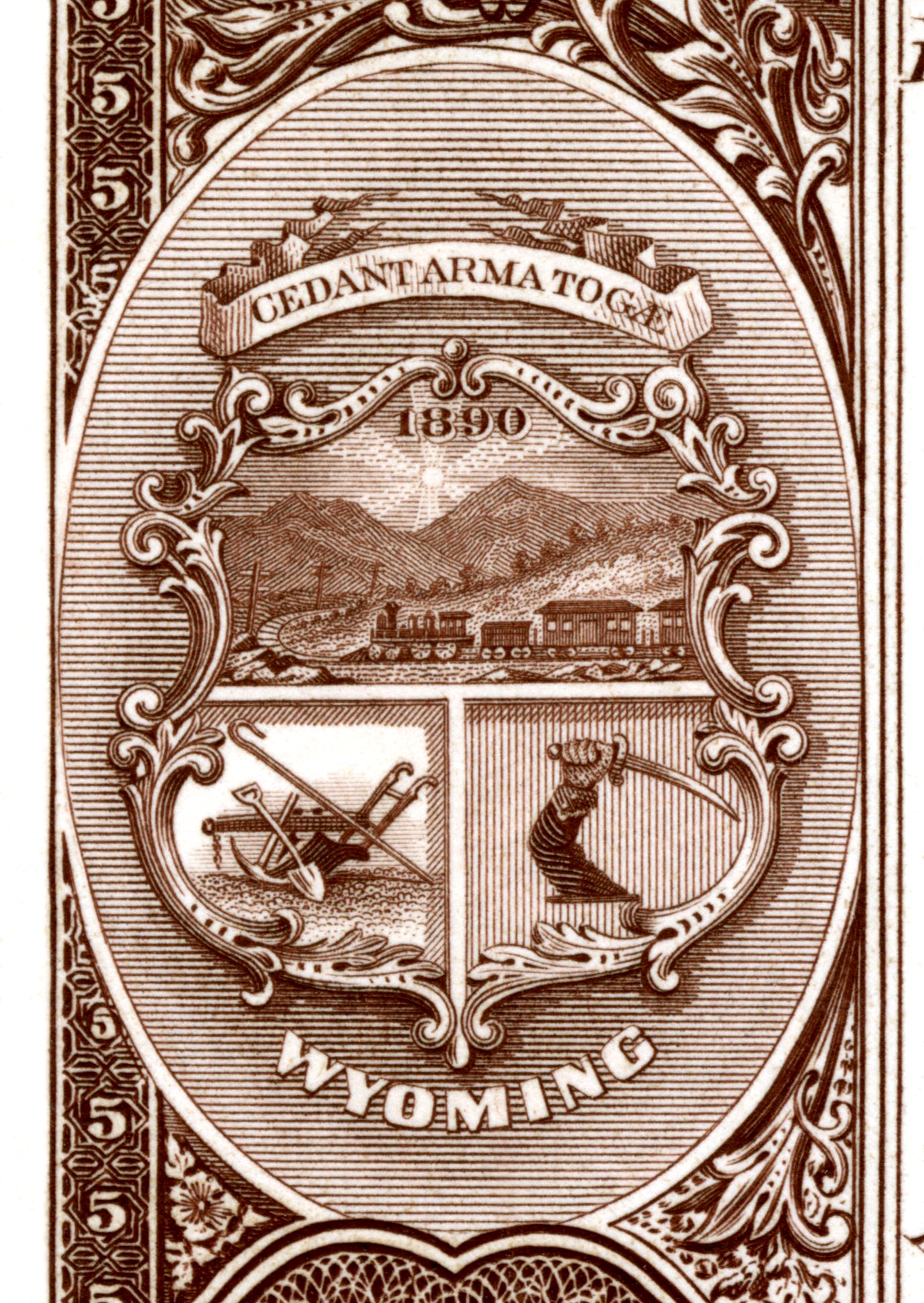
Wyoming
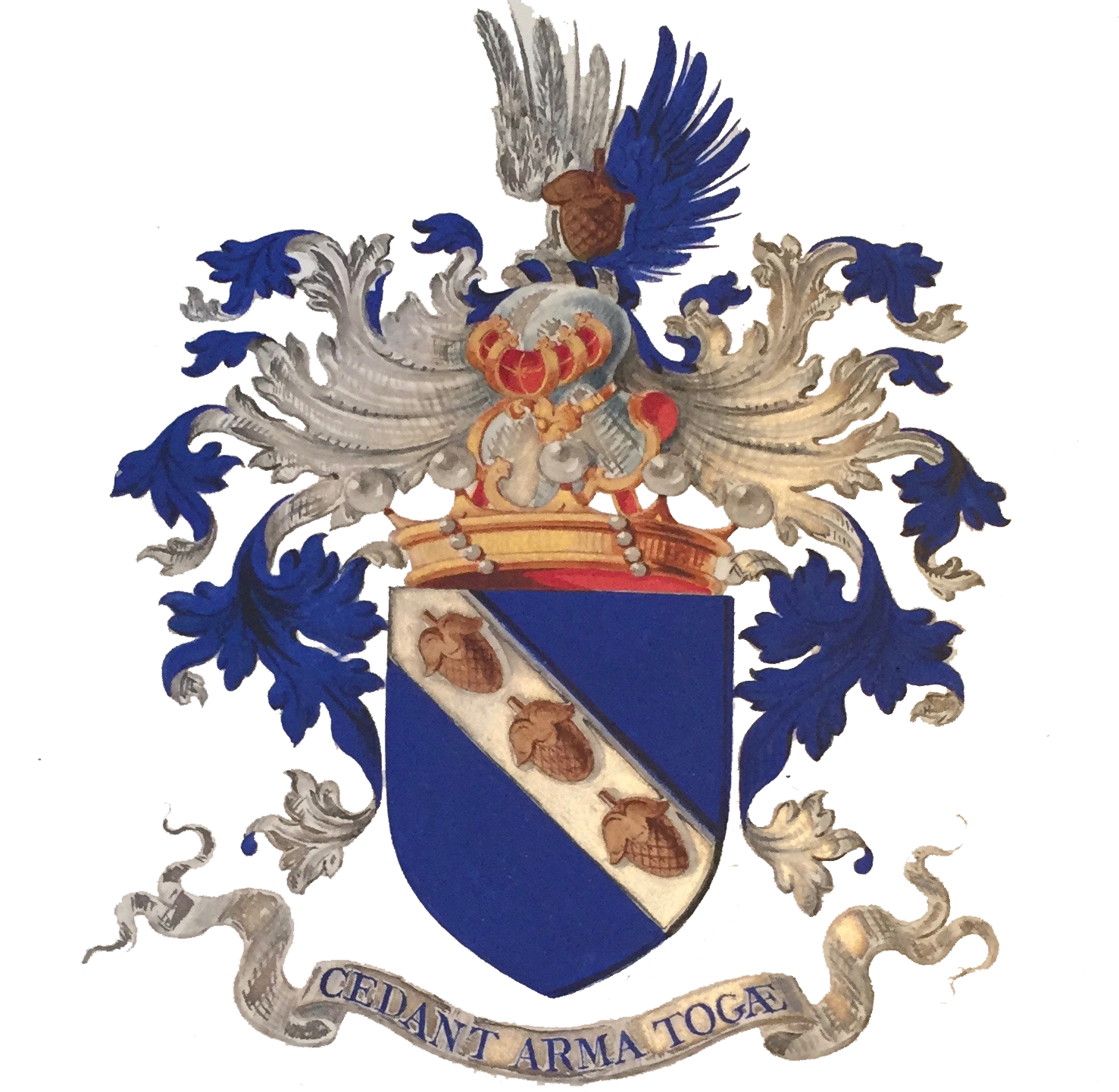
Armoiries de la famille Parthon de Von.
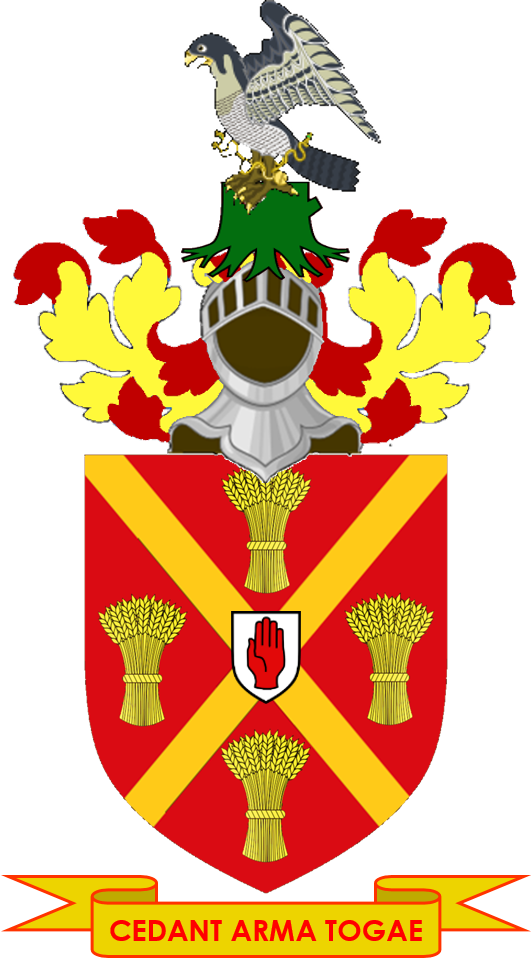
Reade